# Кін-дза-дза!
«Кін-дза-дза́!» (рос. «Кин-дза-дза!») — радянський фантастично-комедійний фільм, що вийшов на студії «Мосфільм» 1986 року; режисер — Георгій Данелія, автори сценарію — Георгій Данелія та Резо Габріадзе. Складається з двох серій і триває загалом 135 хвилин.
Фільм являє собою похмуру, гротескну пародію на людське суспільство й може бути визначений як антиутопія. Алегорично в ньому зображено зубожіле суспільство, притулком якого є пустельна планета з вичерпаними природними ресурсами. Тут панує система крайньої нерівності й гноблення, а кожна особа дбає лише про власні інтереси. Фільм став культовим у Радянському Союзі, а його гумористичні діалоги часто цитують.

## Сюжет
Москва, 1980-ті роки. У центрі міста на Калининському проспекті босонога людина в подертому пальті звертається до перехожих з дивним проханням: «Скажіть номер вашої планети в тентурі чи хоча б номер галактики в спіралі». Випадкові перехожі, якими виявились виконроб Володимир Миколайович Машков («дядько Вова») та грузинський студент Гедеван («Скрипаль»), вступають з ним у розмову, під час якої незнайомець показує невеликий прилад — машинку переміщення. Виконроб простягає до машинки руку і, попри попередження незнайомця, що треба знати, як нею користуватися, зі словами «та можна …» натискає на ній випадкову кнопку. Раптово дядько Вова та Скрипаль опиняються самі в піщаній пустелі під палючим сонцем.
Спочатку герої думають, що вони потрапили в пустелю Каракуми на Землі, але пізніше, зустрівшись із місцевими жителями, вони дізнаються, що опинилися в галактиці Кін-дза-дза на далекій від Землі планеті Плюк.
Жителі планети зовні схожі на людей, але здатні читати думки. Завдяки цій здатності, вони незабаром починають розуміти російську (а також грузинську) мову. Місцева чатланська мова складається лише з кількох слів, що дозволяє дядькові Вові та Скрипалеві, в свою чергу, також легко її опанувати. Хоча планета Плюк технічно розвиненіша, ніж Земля (доступні подорожі в космосі, міжпланетний зв'язок, досконаліша зброя тощо), але вся техніка її мешканців — суцільно проіржавіла, зношена і працює погано. Населення планети Плюк, як і інших планет галактики Кін-дза-дза (наприклад, Хануди), поділяється на дві категорії — «чатлани» та «пацаки», належність до однієї з яких визначається за допомогою спеціального приладу — візатора. Плюк — чатланська планета, тому пацаки на ній повинні носити в носі спеціальний дзвоник («цак») і при зустрічі з чатланином присідати перед ним особливим чином («робити ку»). Існують й інші види дискримінації пацаків — їм призначаються жорсткіші покарання за правопорушення; артисти-пацаки мають право виступати тільки в залізній клітці; має місце сегрегація в громадському транспорті та ін.
Дядько Вова і Скрипаль, які згідно з показаннями візатора виявилися пацаками, шукають спосіб повернутися на Землю. Вони вступають в контакт з двома шахраюватими артистами — пацаком Бі і чатланином Уефом, які мають власний космічний корабель — пепелац. Проте в пепелаці артистів відсутній потрібний для міжзоряних польотів вузол — гравіцапа, її пошуки землянам доводиться розпочати.
Несподіваною підмогою виявляється те, що найбільшою цінністю на планеті Плюк є так зване «КЦ» (вимовляється «ке-це») — звичайні сірники. Володіння КЦ сильно підвищує соціальний статус жителів планети, хоча саме КЦ незаконне і вважається контрабандою. Через непристосованість землян до життя на Плюку весь запас сірників Володимира Миколайовича занадто швидко розтрачується. Останній сірник, за який можна було б купити гравіцапу, в Машкова намагаються вкрасти Бі та Уеф, проте Гедеван звертається за допомогою до місцевих охоронців закону — ецилопів. В результаті Бі та Уефа заарештовують та саджають до місцевої в'язниці — ециху. Сірник («контрабандний КЦ») ецилоп конфіскує і призначає суму штрафу, яку треба сплатити, щоб визволити артистів з в'язниці.
На щастя для себе, земляни відкривають нове джерело прибутку — земні пісні в їхньому виконанні знаходять гарячий відгук у плюкан. Добрі заробітки дозволяють сподіватися на швидкий викуп Бі та Уефа з в'язниці, і, відповідно, повернення на Землю на пепелаці артистів. На жаль, після звільнення Бі та Уефа з ециху (що сталося, втім, не шляхом викупу, а завдяки невеликому бунту, вчиненому проти голови місцевої влади — пана ПЖ) з'ясовується, що повернення на Землю за допомогою пепелаца вкрай ускладнене, через те, що на шляху між Плюком і Землею міститься планета Альфа.
Мешканці Альфи — високорозвинене суспільство, що прагне виправити всі вади Всесвіту і нав'язати всім своє розуміння світу. Вони мають звичку перетворювати жителів галактики Кін-дза-дза, що опиняються в їх розпорядженні, на кактуси, бо вважають продовження життя у вигляді рослини благом для них. Бі та Уеф пропонують землянам не летіти на Землю, а залишитися з ними і, накопичивши грошей, викупити спустошену війною з Плюком пацакську планету Хануд і повітря до неї, після чого встановити власне деспотичне правління над усіма, хто вирішить туди переселитися.
Однак земляни, вирішивши, що на Землю вони вже не потраплять ніколи, вчиняють спробу самогубства. Шоковані цим артисти погоджуються ризикнути й намагаються провезти Гедевана й дядька Вову на Землю повз планету Альфа. Але це їм не вдається. Бі з Уефом опиняються під владою жителів Альфи, які за своїм звичаєм збираються перетворити їх на кактуси. Але на прохання дядька Вови, яке він висловив від імені планети Земля, альфіець Абрадокс повертає всіх чотирьох назад на Плюк, але в минуле, де Уеф та Бі ще сидять в ециху. Дядько Вова та Скрипаль знову влаштовують бунт і пробившись до ециху, повторно звільняють артистів. У цей момент їх знаходить босоногий мандрівник, через якого земляни опинилися на планеті Плюк. Мандрівник повертає дядька Вову та Скрипаля назад на Землю, в минуле (за кілька хвилин до їх зустрічі на Калининському проспекті).
Після повернення на Землю всі події, показані на початку фільму, повторюються, але про те, що відбулося, ніхто не пам'ятає. Проте на тому ж місці, де Машков і Гедеван вперше зустрілися, повз них проїжджає трактор з помаранчевим проблисковим маячком, який нагадує їм ецилопа. Вони одночасно рефлекторно присідають і кажуть «ку!», після чого переглядаються і впізнають один одного. Дядько Вова дивиться в небо, звідки лунає пісня у виконанні Уефа та Бі, якої їх навчили земляни.

## Поняття світу «Кін-дза-дза!»

### Чатлан-пацакська мова
Чатлан-пацакська мова (чатланська мова) — рідна мова корінних мешканців планет Плюк і Хануд. Особливість мови полягає в тому, що майже всі поняття (за рідкісними винятками) висловлюються одним словом — «ку». Також досить часто використовуються слово «кю», що є допустимою в суспільстві Плюка лайкою, і вигук «и», вживається як емоційне висловлювання. Настільки невеликий словник мови зумовлено тим, що жителі цих планет володіють телепатією. На початку другої серії фільму подано короткий Чатлан-пацакський словник.
Вигадали мову Георгій Данелія та Резо Габріадзе, які написали сценарій до фільму «Кін-дза-дза!». Про походження деяких слів цієї вигаданої мови розказав Георгій Данелія в різних інтерв'ю, а також в автобіографічних книгах. Про походження решти слів є лише припущення.
В одному з інтерв'ю співавтор сценарію і режисер фільму Г. Данелія дав наступний коментар щодо походження слів чатланської мови:

| ... «Ецилоп» — це від слова «поліцейський», тільки навпаки і з «е» на кінці. І так далі. Найбільше нам сподобалося слово «гравіцапа», а народилося воно від слова «гравітація». Або, наприклад, «чатланець». Взагалі «чатлах» — це лайливе слово у східних мовах, означає «негідник, сволота». А «пацак» — це по-грузинськи «багато», це і бос, і кацап. «КЦ», без якого нічого не відбувається, — це ЦК навпаки. |
У романі «Хозарський словник» Мілорада Павича «ку» — це єдине слово в мові принцеси АТЕХ, яке вона може вимовити, бо забула всі інші.

### Короткий словник
- Чатлани — вища каста, що домінує по відношенню до пацаків, спільнота жителів планети Плюк[4].
- Пацаки — спільнота жителів планети Плюк, що перебувають у підлеглому положенні по відношенню до чатлан. На пацакських планетах, навпаки пацаки є вищою кастою[4].
- Ецилопи — представники влади, поліцейські.
- Ецих — оббита металом скриня на колесах для утримання в'язнів у виправному закладі; також — вид покарання на планеті Плюк; поділяється на просто "ецих" і "ецих з цвяхами".
- Планетарій — установа на планеті Плюк, де можна визначити місце будь-якої планети у Всесвіті, а також зв'язатися з мешканцями цих планет.

Космічні об'єкти:
- Кін-дза-дза — назва галактики в Спіралі.
- Плюк — планета № 215 у Тентурі галактики Кін-дза-дза.
- Хануд — пацакська планета, пустельна й нежива; стала ненаселеною після того, як чатлани з планети Плюк її транклюкували.
- Альфа — планета, що міститься між Землею і Плюком; на ній мешкає високорозвинене суспільство, що прагне виправити всі вади Всесвіту і нав'язати всім своє розуміння світу. Цивілізації Альфи і Плюку перебувають у стані уповільненого конфлікту.
- Тентура і Антитентура — дві групи планет; переліт з Тентури в Антитентуру і навпаки для мешканців галактики Кін-дза-дза вельми небезпечний через те, що на цьому шляху є планета Альфа.

Пристрої та предмети
- Візатор — портативний прилад, що дозволяє відрізнити пацаків від чатлан.
- Основи Життя — розпізнавальний знак чатлан у вигляді двох металевих овальних кульок на мотузці, які носять на шиї.
- Цак — дзвоник для носа; носять представники нижчої касти на планеті.
- Транклюкатор — тип зброї, який застосовують жителі планет Плюк, Хануд та інших у галактиці Кін-дза-дза.
- Чатл — грошова одиниця, що використовується на планетах Плюк і Хануд.
- КЦ — назва звичайних сірників, що використовується в галактиці Кін-дза-дза; водночас із чатлом, виконують роль валюти.
- Пепелац — міжзоряний корабель, який використовується в Тентурі.
- Гравіцапа — пристрій, який надає пепелацу можливості здійснювати миттєві міжпланетні, міжзоряні й міжгалактичні переміщення.
- Луц — паливо для пепелаца; виготовляється з води. Можливий зворотний процес отримання води з луца.
- Луцеколонка — станція, де можна придбати Луц; існують автоматичні луцеколонки й луцеколонки, які обслуговують люди.
- Машинка переміщення — апарат для телепортацій.
- Пластикова каша — їжа на пленті Плюк, зовні нагадує перлівку.
- Бандура — плюканський музичний інструмент, що видає гучні рипучі звуки.
- Каппа — пристрій дистанційного керування чим-небудь.
- Останній Видих — пам'ятник чи надгробок на планеті Плюк у вигляді кулі з повітрям.

### Колірна диференціація штанів
Колірна диференціація штанів — система, що дозволяє жителям планети Плюк демонструвати їхній соціальний статус; полягає в носінні штанів різного кольору.
| Колір штанів   | Привілеї | Мають право носити | Носять в фільмі                                                                       |
| -------------- | --- | --- | ------------------------------------------------------------------------------------- |
| Блакитні штани | Особистий басейн (у пана ПЖ), власна охорона. Можливо, що є й інші привілеї. | Правитель планети Плюк (можливо, також деякі вищі чиновники), а також особи, що мають дуже багато КЦ (за сценарієм — 3 грами). | Пан ПЖ, а також VIP-персони в натовпі в сцені «Чемпіонат з гри в Плюк».               |
| Малинові штани | Перед власником штанів пацаки та чатлани зобов'язані присідати (пацак — двічі, а чатланин — один раз). Крім того, власники малинових штанів мають статус недоторканності (ецілопам заборонено їх бити уночі). | Заможні жителі планети Плюк, які мають багато КЦ.                                                                              | Мати пана ПЖ, а також ватажок контрабандистів, який викрав у землян коробку сірників. |
| Жовті штани    | Перед власником штанів пацаки повинні присідати й говорити «Ку» не один раз, а двічі. | Заможні жителі планети Плюк, у яких є КЦ.                                                                                      | Карлик                                                                                |
| Бузкові штани  | Привілеї невідомі. Штани статусом нижчі від малинових. Імовірно також, що й нижчі від жовтих. | Заможні жителі планети Плюк.                                                                                                   | Подружка ватажка розбагатілих контрабандистів.                                        |
| Зелені штани   | Привілеї невідомі. Штани статусом нижчі від бузкових. | Заможні жителі планети Плюк.                                                                                                   | Розбагатілий однорукий контрабандист, ецилоп у штатському.                            |

Подібна система використовується в романі-антиутопії Олдоса Гакслі «Прекрасний новий світ» (1932), в якому жителі «Світової Держави» носили костюми, колір яких залежав від їх соціального статусу. Наприклад, альфи ходили в сірому, гамми — в зеленому, а епсілони — в чорному.

## У ролях

### У головних ролях
- Станіслав Любшин — Володимир Миколайович Машков (Виконроб).
- Леван Габріадзе — Гедеван Олександрович Алексідзе (Скрипаль).
- Євген Леонов — Уеф.
- Юрій Яковлєв — Бі.
- Анатолій Серенко — босоногий інопланетянин-мандрівник.

### В інших ролях
- Ольга Машна — Деконт (помічниця Абрадокса).
- Лев Перфілов — Кирр (чатланин-дисидент, що мешкає на кратері).
- Ірина Шмельова[ru] — Цан (жінка на самохідному візку).

### В епізодах
- Ігор Боголюбов — особистий пацак пана ПЖ.
- Валентин Букін —  чорновусий нахабний енцилоп, що літає пепелацом.
- Юрій Воронков — великий бородатий чатланин біля оглядового колеса і в ролі пацака у вагонетці.
- Микола Гаро[ru] — пан ПЖ.
- Олег Матвєєв — перший охоронець ПЖ біля басейну (молодий, зі жвавим трикутним обличчям, в рукавичках)[5].
- Харій Швейц — другий охоронець ПЖ біля басейну (бородатий товстун).
- Валентин Голубенко — третій охоронець ПЖ біля басейну (високий, кремезний, носатий, без бороди).
- Олександра Дорохіна — жінка в тунелі, з якою намагався познайомитися Уеф.
- Геннадій Іванов [майстер зі світла] — ецилоп-негр біля входу до «універсаму»[6].
- Олеся Іванова — розпатлана жінка біля оглядового колеса (стукала по клітці, щоб Бі і Уеф припинили співати).
- Ігор Кан — роль невідома.
- Олександр Літовкін — ватажок контрабандистів.
- Віктор Маренков [постановник декорацій] — Пацак-сторож на пепелацедромі, який носить на голові змійовик[7].
- Анатолій Мартинов[8] — роль невідома.
- Віктор Махмутов — рудий чатланин у поїзді.
- Тетяна Новицька — працівниця планетарію.
- Тетяна Перфільєва — старенька у вагонетці підземного поїзда, що сиділа поруч з Бі.
- Людмила Солоденко — темношкіра жінка біля колеса огляду, яка кидалася піском в Уефа.
- Володимир Федоров — карлик в жовтих штанях.
- Валерій Фролов[9] — роль невідома.
- Галина Данелія-Юркова (в титрах рос. Г. Юркова) [другий режисер] — дружина Машкова[10].
- Геннадій Ялович (в титрах рос. И. Ялович) — ецилоп «у штатському» («Пацаки, а ви чому не на колінах виступаєте?»)

### Не вказані в титрах
- Георгій Данелія [автор сценарію, режисер-постановник] — Абрадокс.
- Вероніка Ізотова — рабиня ватажка контрабандистів.
- Юрій Наумцев — ецилоп-суддя[11].
- Володимир Разумовський — ецилоп з намордниками[12].
- Ніна Русланова — Галина Борисівна[13].
- Ніна Тер-Осипян — мати ПЖ.

### Не знімались, але пов'язані з фільмом
- Борислав Брондуков. У сценарії фільму «Кін-дза-дза!» була роль спеціально для цього актора, але на момент початку знімань Брондуков переніс інсульт і не міг зніматися. Тому героя, якого він мав грати, взагалі прибрали зі сценарію[14].
- Ролан Биков — був затверджений на роль пана ПЖ. Проте Биков не зміг приїхати на знімання, і Данелія попросив директора фільму Миколу Гаро: «Миколо, зіграй ти, у тебе має вийти»[15].
- Валентин Гафт — був затверджений на роль Бі. Брав участь у репетиціях, але відмовився від участі у фільмі, бо йому здалося, що режисер приділяє йому замало уваги[16].
- Єлизавета Кузюріна. Знялася в 1942 році у фільмі «Котовський» у ролі шансонетки. Уривок з цього фільму, де вона танцює і співає, потрапив до фільму «Кін-дза-дза!» (його дивиться по телевізору дядько Вова).
- Норберт Кухінке. Цього німецького актора було затверджено режисером на роль Абрадокса. Однак коли Кухінке вже перебував у літаку, що летів з ФРН до Москви, керівництво «Мосфільму» заборонило його знімати з політичних міркувань. Тому цю роль зіграв сам режисер Георгій Данелія[17].
- Олександр Фатюшин — був затверджений на роль виконроба Машкова, проте не зміг взяти участь у фільмі, тому що його не відпустило керівництво театру[18].
- Леонід Ярмольник — мав зіграти інопланетянина, що спекулює космічним пилом[19]. Але до фільму ця роль не ввійшла.
- Рене Хобуа — присутній в титрах, але не знімався у фільмі. Зазначення в титрах «Р. Хобуа» — традиційний жарт режисера Данелії.

### Озвучування персонажів
- Артем Карапетян — Абрадокс[20].
- Ігор Ясулович — босоногий інопланетянин-мандрівник[21]; ецилопп «у штатському».

## Знімальна група
| - Автори сценарію: Резо Габріадзе, Георгій Данелія; - Режисер-постановник: Георгій Данелія; - Режисери: Л. Біц, К. Геворкян; - Другий режисер: Г. Данелія-Юркова (в титрах не вказана); - Оператор-постановник: П. Лебешев; - Оператор: Ю. Яковлєв; - Художники-постановники: О. Самулекін, Т. Тежик; - Помічник художника-постановника: К. Данелія (в титрах не вказаний); - Композитор: Гія Канчелі; - Звукооператор: К. Попова; - Художники по костюмам: С. Кахишвілі, Т. Прошина, А. Спешнєва (в титрах не вказана), М. Серебряков (в титрах не вказаний); - Монтажери: Т. Єгоричева, Н. Добрунова; - Художник-гример: Н. Насекіна; | - Комбіновані зйомки: - Оператор: О. Двигубський; - Художник: П. Хурумов; - Інженери-дизайнери: В. Соломіков, О. Батинков, В. Данилюк, С. Варшавський, В. Колейчук, В. Чибісов; - Художник-декоратор: А. Бессольцин, В. Сахаров (в титрах не вказаний); - Художник-фотограф: Є. Кочетков; - Майстер зі світла: Г. Іванов; - Освітлювачі (в титрах не вказані): М. Журавкін, В. Кулик, М. Жердін; - Асистенти: - Режисера: Є. Ремізова, С. Хахам; - Оператора: Ю. Кобзев, А. Широков; - Адміністративна група: Е. Бєлоусов, Г. Давидов, С. Сєндик, А. Притчин; - Редактор: Л. Горіна; - Музичний редактор: Р. Лукіна; - Директор картини: М. Гаро. |  |

## Назва фільму
Картину знімали під робочою назвою «Кін-дза-дза», проте передбачалося, що в прокат вона піде під назвою «Міраж», «Спіраль», «Космічний пил» чи «Зоряний пил». Взагалі, сама назва «Кін-дза-дза» була вигадана, за словами Г. Данелії, наступним чином:
|  | У нас спочатку в пепелаці (літальному апараті) висів гамак. У ньому розгойдувався Леонов. До нього підсів Любшин, поцікавився: «Що у тебе в портфелі?» Леонов за ним, як відлуння, повторював: «Фелі-Фелі-Фелі…» — далі відповідає: «Зелень». — «Яка?» — «Кінза». І давай співати: «Кін-дза-дза-дза…» Всю дорогу співав. «Не можеш заткнутися?» Пісня спопелилася. Назва залишилася… Оригінальний текст (рос.) У нас поначалу в пепелаце (летательном аппарате) висел гамак. В нем раскачивался Леонов. К нему подсел Любшин, поинтересовался: «Что у тебя в портфеле?» Леонов за ним, как эхо, повторял: «Феле-феле-феле…» — дальше отвечает: «Зелень». — «Какая?» — «Кинза». И давай петь: «Кин-дза-дза-дза…» Всю дорогу пел. «Не можешь заткнуться?» Песня испепелилась. Название осталось… |

## Сценарій
Взимку 1984 року відомий італійський сценарист Тоніно Гуерра прийшов в гості до Г. Данелії, де той розповів йому, що хоче зняти сучасний і незвичайний фільм для молодого покоління, але не знає про що. «У вас в Росії занадто холодні і довгі зими, зроби казку, щоб можна було зігрітися» — порадив йому Гуерра. Данелія вирішує зняти фантастику, відправивши героїв на іншу планету, де дуже спекотно і героям дуже хочеться повернутися додому. Як літературну основу Данелія планував взяти роман Р. Л. Стівенсона «Острів скарбів» і перенести його дію в космос. Під час поїздки в Тбілісі Данелія поділився ідеєю фільму зі своїм другом — сценаристом Резо Габріадзе. Вони почали її обговорювати, внаслідок чого основний сюжет сценарію повністю змінився. Сам сценарій фільму писали Г. Данелія і Р. Габріадзе кілька місяців. Багато що з нього, з тих чи інших причин, не увійшло до фільму (пачка з усіма варіантами сценарію важила близько 5 кг). Крім того, сценарій уточнювали, дописували і переписували безпосередньо під час знімань фільму.
Вперше сценарій фільму, ще до закінчення зйомок, був частково опублікований в журналі «Радянський екран» в 1985 році, в 2003 році в мережу потрапив вже повний текст одного з варіантів літературного сценарію фільму. Сюжетна лінія в літературному сценарії і у фільмі, в цілому, схожі, але в ряді місць вони сильно різняться. Наприклад, в сценарії на планеті Плюк є третя раса — фітюльки. Передбачалося, що у фільмі фітюльки будуть анімаційними, однак від них довелося відмовитися через відсутність відповідних технологій. Крім того, у фільмі невдоволений пацаками чатланин з транклюкатором є епізодичним персонажем — він лише вимовляє фразу: «Я скажу всім, до чого довів планету цей фігляр ПЖ!», йде пустелею вдалину, знову з'являючись лише у сцені, де герої відкривають ецих. У сценарії ж його роль розгорнутіша, вказано навіть його ім'я — Кирр. Розлютившись на нахабних пацаків, через яких йому довелося вистрілити в кулю з «останнім видихом» його власного батька, Кирр пішов з покинутого катера в місто, щоб транклюкувати пана ПЖ, що довів до такого стану планету. В місті він підриває кулю з «останнім видихом пана ПЖ», влаштовує революцію і захоплює владу. Після цього всі починають його називати «тато Кирр». У сцені ж з «останнім ецихом», відповідно до сценарію, герої повинні були зустрітися вже не з Кирром, а з паном ПЖ, якого посадили до залізного ящика.
Деякі персонажі в сценарії були написані спеціально під конкретних акторів. Наприклад, в сценарії була роль спеціально для Борислава Брондукова, однак через хворобу він зніматися не зміг. Заміну акторові вирішили не шукати, його героя зі сценарію прибрали. Передбачалося, що актор Леонід Ярмольник зіграє інопланетянина, що спекулює космічним пилом, але у фільм цей персонаж з сценарію не потрапив.
Частина відмінностей фільму від сценарію пов'язана з цензурою. Наприклад, за сценарієм Скрипаль віз не оцет, а чачу. Власне, на Альфу замість Землі герої в сценарії потрапили саме через те, що забагато випили і промахнулися. Коли фільм вже був знятий, якраз розгорнулася антиалкогольна кампанія, і чачу замінили на оцет, а причиною потрапляння на Альфу зробили просто невдачу. В одному випадку цензури вдалося уникнути. Під час знімання фільму, до влади в СРСР прийшов К. У. Черненко і, щоб фільм не заборонили, Данелія і Габріадзе вирішили переозвучити слово «Ку», яке збігалося з ініціалами генерального секретаря ЦК КПРС, на яке-небудь інше слово. Висувалися варіанти «Ка», «Ко», «Ки» та інші, проте незабаром Черненко помер і слово «Ку» у фільмі залишилося.
У 2005 році Г. Данелія, ґрунтуючись на літературному сценарії і внісши до нього ряд змін, почав знімати ремейк фільму, але вже у вигляді анімації. Прем'єра повнометражного мультфільму «Ку! Кін-дза-дза» відбулася у 2013 році.

## Відео
Фільм знятий на кольорову плівку «ДС» (ширина 35 мм, довжина 3693,4 м). Спочатку для фільму була виділена високоякісна плівка «Кодак», але режисер Г. Данелія і оператор фільму П. Лебешев вирішили, що зображення має бути жорстким — без напівтонів і детального пророблення тіней. Тому всю плівку «Кодак» передали іншій знімальній групі, а фільм «Кін-дза-дза!» знімався на менш якісній радянській плівці «ДС» (денного світла).
Фільм спочку був запланований двосерійним. Проте коли він був відзнятий, режисер виявив затягнуті місця і їх скоротив: у підсумку вийшла одна серія тривалістю 105 хвилин. На кіностудії «Мосфільм» режисеру категорично заборонили здавати одну серію, оскільки в такому випадку кіностудія фактично здавала державі на одну картину менше. Відповідно 5000 осіб мали б недоотримати зарплатню. В результаті режисер відновив усі вирізані епізоди й у 1986 році на екрани фільм вийшов у двох серіях загальною тривалістю 135 хвилин. Скорочений варіант демонструвався тільки один раз, за словами Г. Данелії, на фестивалі, «який був на пароплаві — якісь японці приїздили».
У 1999 році керівництво кіностудії «Мосфільм» прийняло програму відновлення фонду фільмів минулих років. За цією програмою спільно з Кіновідеооб'єднанням «Крупный план» були проведені роботи з повної реставрації зображення і звуку 35 фільмів, у тому числі фільму «Кін-дза-дза!». Фільм був відновлений і підготовлений до запису на DVD. Реліз відновленого фільму на DVD відбувся 10 січня 2001 року.
Фільм, який вийшов у 1986 році, складався з двох серій і тривав 135 хвилин, а тривалість відреставрованного фільму дещо менша: версія на VHS — 128 хвилин, а версія на DVD — 127 хвилин.

## Музика

### Музика та пісні
- Автор основної музичної теми до фільму — композитор Гія Канчелі. Виконує музику Державний симфонічний оркестр кінематографії під керівництвом диригента Сергія Скрипки.
- Пісня рос. «Одесситка» звучить на початку і в кінці фільму у сцені з художнього фільму «Котовський» 1942 року, що демонструється з телевізора у квартирі дядька Вови[41]. У цій сцені білогвардійські офіцери під час громадянської війни сидять в одеському ресторані і дивляться запальний виступ співачки, що танцює канкан і виконує естрадні куплети про веселе й розгульне життя одеситок (рос. Одесситка — вот она какая, / Одесситка — пылкая, живая! / Одесситка пляшет и поёт, / Поцелуи раздаёт / Тем, кто весело живёт!… Я Одессой-мамой рождена, / Ничему я не верна, кроме денег и вина …Одесситка — пьёт она вино / Добродетель, всё равно, потеряла уж давно!). Музика до канкану для фільму «Котовський» була написана композитором Оскаром Строком[42], який, власне, її і виконує, граючи у фільмі акомпаніатора в ресторані[43]. Автор тексту куплетів «Одеситки» — Лев Зінгерталь[44][45].
- Пісня рос. «Мама, что мы будем делать» (рос. Ах, мама, мама, что мы будем делать, / Когда настанут зимни холода? / У тебя нет тёплого платочка, / У меня нет зимнего пальта!) також звучить в телевізорі дядька Вови, по якому йде фільм «Котовський». У цьому фільмі вона виконується чоловічим хором як приспів до куплетів «Одеситки». Ця пісня відома з початку XX століття. Вона отримала особливу популярність завдяки Леоніду Утьосову, який створив «комічний хор», де її співали артисти, що зображували жебраків[46]. Крім того, у фільмі «Кін-дза-дза!» цю пісню зі зміненим другим рядком на рос. «Мама, мама, как мы будем жить», неодноразово виконують земляни, що потрапили на планету Плюк, але в цьому випадку пісня виконується на мелодію «Колискової» — хрестоматійну п'єсу для початківців французького композитора Ісидора Філіпа[en][47].
- Російська народна пісня рос. «На речке, на речке, на том бережочке мыла Марусенька белые ножки», яку співає Уеф, коли його везуть в залізному ящику (ециху) на планеті Плюк, а також коли його відправляють в оранжерею на Альфі, звучить у більшості фільмів Г. Данелія, де знімався Є. Леонов, починаючи з комедії «Тридцять три» (в одному інтерв'ю Г. Данелія він розповів, що це була улюблена пісня Є. Леонова)[33][48].
- Пісня англ. «Strangers in the Night», яку співають Гедеван і дядько Вова в столиці, — одна з найпопулярніших пісень Френка Сінатри, виконана ним 1966 року. Попри популярність пісні, сам Синатра її не любив і називав «гидотною» та «найнікчемнішею з пісень» («a piece of shit», «the worst fucking song»)[49]. В автобіографічній книзі рос. «Тостуемый пьёт до дна» в оповіданні рос. «Выкинутый вальс»[35] режисер фільму Г. Данелія описує випадок, що стався з ним і композитором А. Петровим в Італії, який пояснює, чому він вибрав саме цю пісню для сцени, де герої принижено співають у клітці на колінах. Згідно з Г. Данелією, одного разу до готелю, де вони мешкали, прийшла римська повія і стала довго прохати та благати Петрова написати музику для пісні її сестри. Як доказ свого вміння співати сестра повії, яка також прийшла до готелю, заспівала Петрову і Данелії куплет із пісні «Strangers in the Night».
- Пісня рос. «Ку. Ку. Ку. Ку. Ыыыыыы», яку голосно співають Уеф і Бі, а місцеві жителі, бажаючи, щоб ті швидше припинили свій виступ, стукають їм по клітці і кидають у них піском, була створена спеціально для фільму. Для неї Гія Канчелі склав мелодію, де використовувалися лише дві ноти. Під час запису музики її виконували четверо людей: піаніст і композитор Ігор Назарук видавав неприємні звуки на синтезаторі, режисер Георгій Данелія грав на скрипці, професійний скрипаль скрипів старим іржавим замком, а композитор Гія Канчелі дряпав бритвою по склу[50].

### Використання музики з кінофільму в інших творах
- Через кілька років після виходу фільму на екран композитор фільму Гія Канчелі на прохання скрипаля Ґідона Кремера написав жартівливу п'єсу для симфонічного оркестру за мотивами музики «Кін-дза-дза!» та «Сльози крапали». Вперше її виконали в Німеччині під назвою «Айне кляйне Данеліада» (Маленька Данеліада)[51]. Особливість п'єси полягає в тому, що оркестранти під час виконання кілька разів повинні проспівати слово «ку». Пізніше на цю музику у Відні було поставлено балет, де «ку» співає жіночий хор[17].
- Музика з фільму використана в рекламі шоколадних батончиків «Snickers» 2008 року — під неї білки впадали в транс, побачивши плакат з купою горіхів[52].
- Петербурзький музичний гурт ««Markscheider Kunst»(інші мови)» 2010 року видав платівку «Утопія», на якій одна з пісень (за погодженням з Гією Канчелі) написана на музичну тему з фільму «Кін-дза-дза!»[53].

## Місця знімання
- Знімання сцен, що відбуваються в квартирі Машкова, відбувалося власній квартирі М. М. Гаро.
- Сцена зустрічі Машкова і Гедевана знімалась у Москві на Калининському проспекті (нині вулиця Новий Арбат). Булочна, куди йшов дядько Вова, розташовувалася в будинку № 28 (зараз у цьому будинку ресторан «Кишмиш»), а мандрівник стояв на розі будинку № 26.
- Сцени в пустелі знімалися в Туркменістані в пустелі Каракуми неподалік міста Небіт-Даг[17] (тепер Балканабад).
- Сцена сну Гедевана, де він розмовляє з Галиною Борисівною, знімалась в Ярославлі навпроти будинку Товариства лікарів (Волзька набережна, будинок 15)[54]. Нині в цьому будинку розташовується пологове відділення клінічної лікарні № 1 міста Ярославля[55].
- Епізод, де герої їдуть на вагонетці в тунелі, знімався в московському метро на місці станції Полянка, яка у той час будувалась[56].
- Сцени, де безліч людей качає насоси, а також сцена чемпіонату з гри в плюк знімалися в 1-му павільйоні «Мосфільму».
- Деякі сцени в «столиці» Плюка, за словами Г. Данелія[37], знімались на колосниках кінопавільйону.
- Епізод, в якому герої в клітці співають «Strangers in the Night», знімався під сценою Театру Радянської Армії, яка оберталась[37].
- Сцени палацу ПЖ та ециха знімали в 4-му павільйоні «Мосфільму».

## Нагороди

### Призи
- 1987 — Міжнародний кінофестиваль в Ріо-де-Жанейро(інші мови) («Rio Cine Festival»), спеціальний приз журі «За образотворчу концепцію». Нагороджено Георгія Данелію[57];
- 1987 — Премія «Ніка» у номінації «Найкраща музика до фільму». Нагороджено Гію Канчелі[58];
- 1987 — Премія «Ніка» у номінації «Найкраща робота звукооператора». Нагороджено Єкатерину Попову[59];
- 1988 — Міжнародний фестиваль кінофантастики в Порту («Fantasporto»), спеціальний приз міжнародного журі. Нагороджено Георгія Данелію[60][61];
- 2002 — Премія «Мандрівник» у номінації «Легенда фантастичного кінематографа». Нагороджено Георгія Данелію[62].

### Номінації
- 1988 — Міжнародний фестиваль кінофантастики в Порту («Fantasporto»). Фільм «Кін-дза-дза!» номінувався на премію «Найкращий фільм», проте приз у цій номінації отримав фільм «Китайська історія привидів»(інші мови) (A Chinese Ghost Story) (режисер Чен Сяодун, Гонконг)[63].

## Цікаві факти
- Фільм мав зніматися в пустелі Каракуми навесні, проте сталася помилка, і вантаж пепелаців, надісланий туди залізницею, загубився в дорозі. За накладними його не знайшли, тому що в них було написано «вантаж пепелаци». Відповідно, залізничники, не знаючи, що таке пепелаци, не могли їх відшукати. В результаті директору «Мосфільму» довелося підключати КДБ. Пепелаци було знайдено лише через півтора місяця у Владивостоку. Через ці події фільм замість навесні знімали в пустелі влітку, у найбільшу спеку[35].
- Слово «ку» збігається з непристойним у португальській мові словом «cu», яке можна перекласти як «дупа»[64]. Цікаво, що комедія «Кін-дза-дза!», в якій це слово вживається досить часто, брала участь в показах на кінофестивалях якраз у португаломовних країнах (Бразилії та Португалії), де незважаючи ні на що (а може саме з цієї причини) отримала призи.
- 6 липня 2009 року на радіостанції «Срібний дощ» М. Н. Козирєв взяв у прямому ефірі інтерв'ю у Майї Сутоероу-Інг[en] — зведеної сестри президента США Барака Обами[65]. В інтерв'ю вона розповіла, що коли Барак був маленький і жив на Гаваях, він дуже любив дивитися фільм «Кін-дза-дза»; цей фільм було знайдено в будинку їхньої матері на старій касеті і після перегляду цього фільму Барак говорив тільки одне слово — «ку». Разом з тим необхідно зазначити, що хоча Барак Обама дитиною справді мешкав на Гаваях, але 1986 року, коли вийшов фільм «Кін-дза-дза», йому було вже 25 років (якщо ж фільм був на «старій касеті», то Обама був ще старшим). Крім того, Барак Обама переїхав з Гавайських островів до Лос-Анджелеса 1979 року, тобто задовго до початку створення фільму.
- Під час Всеросійського перепису населення 2010 року кілька жителів Курської області повідомили переписувачам, що їх національність — «пацак», що й було зафіксовано в переписних листках[66].

### Книги
- (рос.) Милосердова М. Кин-дза-дза [Архівовано 15 жовтня 2011 у Wayback Machine.] // Российский иллюзион. Антология. — М.: Материк, 2003. c. 675–680. — ISBN 5-85646-100-2
- (рос.) Данелия Г. Тостуемый пьёт до дна. — М.: Эксмо, 2006. — 352 стр. — ISBN 5-699-12715-1
- (рос.) Данелия Г. Безбилетный пассажир: «байки» кинорежиссёра. — М.: Эксмо, 2006. — 416 стр. — ISBN 978-5-699-12714-6, ISBN 5-699-12714-3
- (рос.) Яковлев Ю. Между прошлым и будущим. — М.: Астрель, АСТ, 2003. — 320 стр. — (Серия: Жизнь за кулисами). — ISBN 5-17-021054-X, ISBN 5-271-07462-5. (Див. главу «Планета Плюк»).

### Статті
- (рос.) Марголит Е. 01.12.1986 на экраны страны выпущен фильм Георгия Данелия «Кин-дза-дза» // Новейшая история отечественного кино. 1986–2000. Кино и контекст. Т. IV. — СПб: Сеанс, 2002.
- (рос.) Демин В. Модель космического зла // «Литературная Россия», 15 мая, 1987. С. 22—23.
- (рос.) Гуревич Л. Многозначность здравого смысла // «Искусство кино», № 7, 1987.
- (рос.) Кушниров М. На третьем дыхании // «Искусство кино», № 7, 1987.
- (рос.) Лордкипанидзе Н. Для души! // «Советская культура», 7 апреля, 1987.
- (рос.) Михалкович В. Прораб-пришелец [Архівовано 5 липня 2013 у Wayback Machine.] // «Советский экран», № 9, 1987. С. 11.
- (рос.) Валентинов Л. Невероятное космическое путешествие. // «Советский экран», № 17, 1986. С. 6-7.

### Кінобази
- «Кін-дза-дза!» на сайті «Кіно Росії» (рос.)
- Кин-дза-дза! на сайті IMDb (англ.)
- Повна версія фільму «Кін-дза-дза!» (1-ша серія) [Архівовано 22 вересня 2015 у Wayback Machine.] на YouTube
- Повна версія фільму «Кін-дза-дза!» (2-га серія) [Архівовано 23 вересня 2015 у Wayback Machine.] на YouTube

### Документальні кадри
- Фотографії зі зйомок фільму [Архівовано 20 квітня 2012 у Wayback Machine.]
- Відеозапис процесу озвучування фільму [Архівовано 23 листопада 2015 у Wayback Machine.], YouTube — уривок з документального фільму «Як слово наше відгукнеться. Народний артист СРСР Юрій Яковлєв» (СРСР, 1987).
- Ескізи декорацій [Архівовано 5 березня 2016 у Wayback Machine.]

### Крилаті вирази з фільму
- (рос.) Крилаті вирази з фільму [Архівовано 2 березня 2010 у Wayback Machine.]
- (рос.) Крилаті вирази з фільму, MP3 [Архівовано 30 січня 2012 у Wayback Machine.]
- Крилаті вирази з фільму на YouTube [Архівовано 14 листопада 2015 у Wayback Machine.]

### Сайти шанувальників фільму
- (рос.) Портал «Співдружність ресурсів Тентури» [Архівовано 5 квітня 2012 у Wayback Machine.]
- Форум «Кін-дза-дза» [Архівовано 3 червня 2012 у Wayback Machine.]
- pluk — спільнота у Живому журналі за темою Кін-дза-дза!
- Спільнота «Кін-дза-дза» на Mail.ru [Архівовано 4 листопада 2011 у Wayback Machine.]

### Інше
- (рос.) Словник Плюка на сервісі Яндекс. Словники